# Тур Лилано (женский)
Тур Лилано (англ. Tour de Leelanau) — шоссейная однодневная велогонка, проходившая по территории США с 2005 по 2008 год. Являлась женской версией мужской гонки Тур Лилано.

## История
Гонка была создана в 2005 году и изначально проводилась в рамках национального календаря. В 2006 году вошла в Женский мировой шоссейный календарь UCI.
Изначально гонка проводилась в середине сентября одновременно с мужской гонкой. Но в 2008 году из-за совпадений сроков проведения с мужской многодневкой Тур Миссури была перенесена на конец мая.
В начале 2009 года была отменена из-за глобального экономического спада и больше не проводилась.
Маршрут гонки проходил в округе Лилано, штат Мичиган. Старт находился недалеко от Глен-Арбор, затем трасса проходила через Мейпл-Сити, Лиланд, Лейк-Лилано, Саттон-Бей и Нортпорт до Пешавбестаун где располагался финиш. Протяжённость дистанции составляла 112,6 км.
Рекордсменкой с двумя победами стала американка Маккензи Вудринг.

## Призёры
| Год  | Победитель       | Второй           | Третий            |
| ---- | ---------------- | ---------------- | ----------------- |
| 2005 | Маккензи Вудринг |                  |                   |
| 2006 | Маккензи Вудринг | Джули Беллерос   | Келли Эммет       |
| 2007 | Тина Пик         | Лаура Ван Гилдер | Джули Беллерос    |
| 2008 | Энн Самплониус   | Ли Хобсон        | Джоанн Кисановски |